# Равногранный тетраэдр

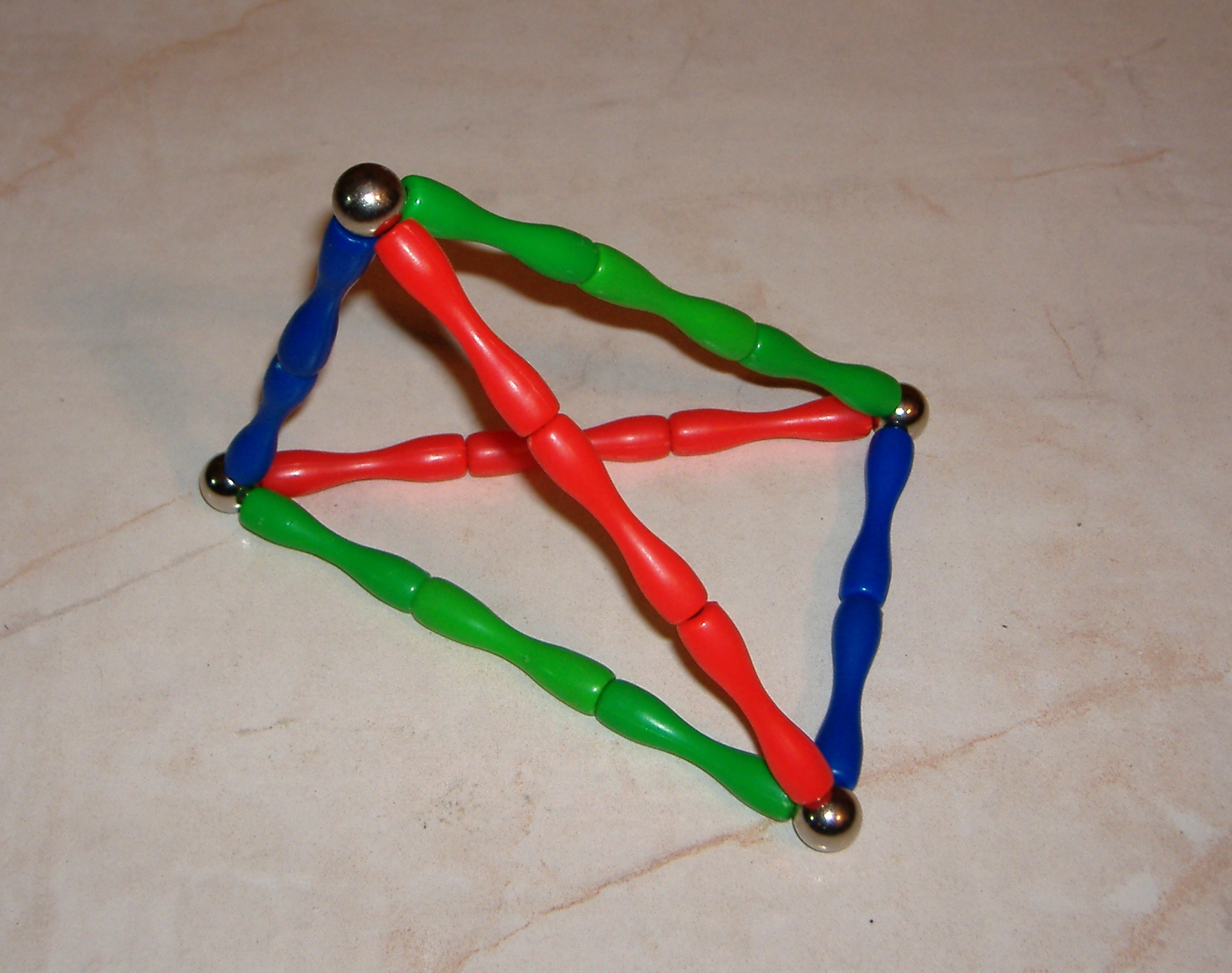

Равногранный тетраэдр — определённый тип тетраэдра в евклидовом пространстве.
По-видимому, впервые равногранные тетраэдры подробно изучались Адольфом Шмидтом в 1884 году и Давидом Бессо в 1886 году. В 1935 году свойства равногранных тетраэдров систематически изложены в книге.

## Определение
Тетраэдр называется равногранным, если все его грани — равные между собой треугольники.

## Свойства
Существует ряд эквивалентных определений равногранного тетраэдра:

Равногранный тетраэдр с описанным прямоугольным параллелепипедом.

1. описанный около него параллелепипед — прямоугольный;
2. его развёртка, полученная при разрезании его по трём сходящимся в одной вершине рёбрам, — треугольник (этот треугольник должен быть остроугольным, потому что тупоугольный или прямоугольный при сгибании по средним линиям не сложится в тетраэдр);
3. его развёртка, полученная при разрезании ломаной из трёх звеньев, — параллелограмм;
4. у него имеется три оси симметрии — это общие перпендикуляры, проведённые к противоположным рёбрам, они же бимедианы;
5. все его трёхгранные углы равны
6. сумма углов треугольников при каждой вершине равна {\displaystyle \pi });
7. сумма косинусов двугранных углов при каждой вершине равна 1;
8. все его медианы равны;
9. все его высоты равны;
10. центры вписанной и описанной сфер и центроид совпадают;
11. радиусы окружностей описанных около граней равны;
12. периметры граней равны;
13. площади граней равны;
14. противоположные двугранные углы равны;
15. противоположные рёбра равны;
16. центры вневписанных сфер лежат на описанной сфере;
17. среди выпуклых многогранников, равногранные тетраэдры и только они допускают произвольно длинные замкнутые геодезические без самопересечений на своих поверхностях;[4] (То же свойство выделяет равногранные тетраэдры среди всех замкнутых выпуклых поверхностей.[5])
18. тетраэдр {\displaystyle ABCD} является равногранным тогда и только тогда когда выполняется равенство {\displaystyle (a+b-c)(a+c-b)(b+c-a)=72\cdot V^{2}}. Здесь {\displaystyle a=AB\cdot CD}, {\displaystyle b=AC\cdot BD}, {\displaystyle c=AD\cdot BC}, и {\displaystyle V} — объём тетраэдра {\displaystyle ABCD}.[6]